# Manuel Fernández Montesinos
Manuel Fernández-Montesinos Lustau (?, 1901 - Granada, 16 d'agost de 1936) va ser un metge i polític socialista espanyol, alcalde de Granada en 1936, durant la República. Va ser afusellat pels revoltats després del començament de la Guerra civil espanyola.

## Biografia
Fill d'un alt càrrec de la Banca Rodríguez Acosta a Granada, va estudiar Medicina en la Universitat de Granada, obtenint el títol en 1921. En 1930 es va casar amb Concepción (Concha), germana de Federico García Lorca, amb la que va tenir tres fills, Vicenta, Manuel i Concha. Membre del Partit Socialista Obrer Espanyol (PSOE), va ser escollit regidor de Granada el 12 d'abril de 1931 en les llistes de la Conjunció Republicano-Socialista.
Amb Luis Fajardo Fernández i Carlos Morenillas és autor en 1932 de la ponència La conveniencia de formar parte de la Mancomunidad Andaluza sol·licitada per l'ajuntament de Granada per a anar a l'Assemblea de Còrdova de 1933 sobre l'Estatut d'Andalusia i en la qual s'acabarà mostrant contrari a la integració de Granada. En ser part de la intel·lectualitat de la ciutat, acudeix acompanyat del seu germà José a la tertúlia del Rinconcillo al Café Alameda de Granada, on hi participen entre altres de forma habitual per a donar a conèixer llurs obres i idees polítiques, Melchor Fernández Almagro, Manuel de Falla, el pintor Manuel Ángeles Ortiz, els germans Francisco i Federico García Lorca, José Acosta Medina, José Mora Guarnido, l'enginyer de caminos Juan José Santa Cruz, el periodista Constantino Ruiz Carnero, Francisco Soriano, Miguel Pizarro, Hermenegildo Lanz, Ángel Barrios, Ismael González de la Serna.
En 1934 va ser destituït del seu càrrec de regidor quan, després dels successos d'octubre, la corporació municipal és substituïda per una gestora per ordre del govern radical-cedista, encara que recuperarà la seva acta de regidor després de la victòria del Front Popular en les eleccions de febrer de 1936. Uns mesos després, l'1 de juliol va substituir en l'alcaldia Luis Fajardo Fernández.
Després de la revolta que va donar origen a la Guerra Civil espanyola, el 20 de juliol els militars que formaven part de la conspiració es van aixecar i Fernández-Montesinos va ser detingut pels revoltats en el saló de l'Ajuntament, juntament amb altres regidors i militants socialistes. En la matinada del 16 d'agost de 1936 va ser afusellat en les tàpies del cementiri de Granada.